# Carl G. Nilsson
Carl Gustav Nilsson, född 14 juli 1938 i Linköpings församling, Östergötlands län, är en svensk lantbrukare och politiker (moderat), som var riksdagsledamot 1988–2002 för Östergötlands läns valkrets.

## Biografi
Carl G. Nilsson föddes 1938 i Linköping. Han var son till lantbrukaren Sven Nilsson och Vivan Axelina Forsberg. Nilsson avlade 1955 realexamen och studerade från 1957 till 1958 vid Vreta klosters lantbruksskola. Han började 1960 att arbetade som lantbrukaren på Höstbäcks gård i Björsäter. Nilsson var ledamot i Östergötlands läns distrikt av Högerns ungdomsförbund och var dess ordförande från 1964 till 1967. År 1965 blev han ledamot i Björsäters kommunalfullmäktige och 1971 ledamot i Åtvidabergs kommunfullmäktige.
I riksdagen var han ledamot i miljö- och jordbruksutskottet 1991–2002 (dessförinnan suppleant 1988–1991) och EU-nämnden 2001–2002 (dessförinnan suppleant 1995–2001). Han var även suppleant i justitieutskottet, socialförsäkringsutskottet och trafikutskottet.